# Women (film, 1985)
Pour plus de détails, voir Fiche technique et Distribution.
Women (chinois traditionnel : 女人心) est un film hongkongais, sorti en 1985.

## Synopsis
une mère célibataire divorcée par son compagnon qui joint une autre compagne.

## Fiche technique
- Titre français : Women
- Titre original : 女人心
- Réalisation : Stanley Kwan
- Scénario : Tai An-Ping Chiu et Kit Lai
- Photographie : Bill Wong
- Musique : Law Wing-fai
- Pays d'origine : Hong Kong
- Format : Couleurs - 35 mm - 2,35:1 - Mono
- Genre : drame
- Durée : 96 minutes
- Date de sortie : 1985

## Distribution
- Chow Yun-fat : Derek Sun
- Cora Miao : Liang Bo-er